# 3826 Handel
3826 Handel là một tiểu hành tinh vành đai chính. Nó được phát hiện bởi F. Borngen in 1973. Tên của tiểu hành tinh được đặt theo tên George Frideric Handel - nhà soạn nhạc người Đức thế kỷ 18.